# Shūkōkai
Shūkōkai (修交会) är en grupp av nära besläktade karatestilar, baserade på Tani-ha Shitō-ryū, en gren av shitō ryū som Tani Chōjirō utvecklade på sent 1940-tal. Den första dōjō där Tani lärde ut sin stil öppnades i Kobe, Japan 1946 under namnet Shūkōkai, vilket betyder ”Vänskapsklubben”. Shūkōkai togs fram under studium av kroppens dynamik och är känd för sin "dubbla höftvridning" för att maximera kraften i dess slag. Som en följd har Shūkōkai fått namn om sig att vara en av de mest hårtslående karatestilarna. Tani utvecklade shitō-ryūns spark- och slagmetoder att maximera nyttan från spänsten i muskelsammandragningarnas elastiska egenskaper till en pisksnärt-effekt.
Tanis mest seniore elev, Shigeru Kimura, lämnade Japan 1965 för att lära ut Shūkōkai i Afrika.  Han utvecklade Shūkōkai ett steg vidare, med vikt på dess kraft och styrka och fick namn om sig som expert på stilen.  Han fortsatte att undervisa efter att ha rest till Europa, innan han slog sig ner i USA 1970 vid 29 års ålder. Där instruerade han i Yonezuka Cranfords dōjō i två år och arrangerade det första Shūkōkai Världsmästerskapet 1981. Sensei Kimura avled av en hjärtattack vid 54 års ålder.

## Kata
Rörelsemönster var viktiga för Tani, men länge utförda i huvudsak som kihon för kumite. 1972 kungjorde dock Tani i sin bulletin att kata skulle vara integrerad del av stilens tävlingsdeltagande.. Några är gemensamma med Gōjū-ryūs uppsättning. 
- Taikyoku
- Jiin
- Kururunfa
- Matsukaze
- Niseishi/Nijushiho
- Passai/Bassai-Dai ibland Passai/Bassai-Sho
- Pinan/Heian
- Rōhai/Meikyo
- Sanchin
- Seipai

## Gradning
Nybörjare utmärks med ett vitt bälte som markerar startnivån, 10:e eller 9:e kyugraden beroende på lokala regler.  9:e kyū får om skalan är 10-gradig, ett rött bälte. I vissa klubbar finns även en förberedande svartbältesgrad (Shodan-Ho) efter det bruna första kyubältet, innan eleven får passera till full dangradning.
| Shūkōkai-karates bältesföljd |
| Svart (Dan)                  |
| Brun (3:e, 2:a och 1:a kyū)  |
| Purpur (4:e kyū)             |
| Blå (5:e kyū)                |
| Grön (6:e kyū)               |
| Orange (7:e kyū)             |
| Gul (8:e Kyu)                |
| Vit (9:e kyū)                |

## Förgreningar
Shūkōkai delade med åren upp sig i ett stort antal oberoende grenar världen utöver:
- Kobe Osaka International, formellt grundad 1991 men bildad 1967 i Glasgow, Skottland som Kobe-Osaka Club av Tommy Morris, en av Nanbu Yoshinaos och Tani Chōjirōs elever.
- Shukokai Karate Union, bildad 1969 i Sheffield, England och för närvarande ledd av Stan Knighton, en elev till Tani och Shigeru Kimura, själv en av Tanis mest utbildade elever. [6]
- Kimura Shukokai International växte fram ur den Shūkōkai skola som från 1978 lärts ut i Hackensack, New Jersey, USA och senare i Tenafly, New Jersey av Shigeru Kimura. [7][8]. Efter Kimuras död 1995, bildades denna internationella organisation för att främja hans stil, sam-ledd av hans fyra seniora elever: Eddie Daniels, som förestår Shukokai Karate Federation, Bill Bressaw, som förestår American Shukokai Karate Union, Chris Thomson och Lionel Marinus i Sydafrika. Kimura Shukokai International är nu representerad i 19 länder, inklusive Sverige och Finland. Man har regelbundet gemensamma träningssamlingar med EM och VM tävlingar vartannat år. Den är en ständigt växande grupp, där fler och fler länder vill komma in.
- Sankūkai, grundad 1971 i Paris, Frankrike av Nanbu Yoshinao, en elev till Tani Chōjirō. Nanbu övergav den rena stilen för att skapa Nanbudō 1978, men originalet Sankūkai lärs numera ut av flera nationella organisationer i världen.[9]
- Kofukan International grundad 1974 i Bryssel, Belgien som Shūkōkai World Karate Union Europe men omdöpt tidigt 1980-talet för att bli urskiljbar bland de otaliga Shūkōkai organisationerna. Kofukan grundades av Yasuhiro Suzuki, en av Tanis elever, och numera ledd av Keiji Tomiyama och Naoki Omi.[10]
- KenYu-Kai Karate grundad 1980 av Terry Pottage i Lancashire och Greater Manchester, England.
- Miyake Shuko-Kai International grundad av Kunio Miyake, en av Tani Chōjirōs elever, 1985 i Westminster, California, numera med säte i McAllen, Texas[11].
- Battistello Shukokai Karate grundad 1989 av Luc Battistello och Sonia Leonardi,  Australien, vilka tränade under Alan Murdoch, en elev till Thomas Morris, Kimura Shigeru och Tani Chōjirō. Alan Murdoch var den förste som tog Shūkōkai till Australien.
- Shukokai Karate Association grundad 1991 av Malcom Hudson från KenYu-Kai karate i West Midlands,  England. [12]
- Dudley Shukokai Karate Association grundad tidigt på 1990-talet i West Midlands och Dorset, England, nu under ledarskap av Mandie Read, en annan av Kimuras elever.
- Kobushi Shukokai Karate Association grundad 1998 av John Harris, ytterligare en av Kimuras elever, också i West Midlands.
- Shito-ryu Shukokai Karate Union grundad  1998 av Haruyoshi Yamada, en av Tani Chōjirōs elever, i Amagasaki, Hyōgo, Japan, med förgreningar i 12 andra länder.
- Alliance of Shukokai Karate grundad i England 2002 av George Campbell, Adrian Coan och Stewart Proctor i Kimura-tradition.

### Unioner
Med 2000-talet växer en motsatt trend till sammanslagningar fram, exempelvis mellan:
- Samurai Karate International bildad 1980 av Paul Mitchell, en lärjunge till Ōyama Masutatsu  från Kyokushinkai plus Shūkōkaiarna Kimura och Tani Chōjirō [13]
- Kawata-ha Seikukai Karate grundad i Kawanishi, Hyōgo, Japan efter Tani Chōjirōs död 1998 av Kawata Shigemasa, Tanis mest seniore elev[14][15]
- Shūkōkai World Karate Association, en union mellan Seikukai och Samurai Karate International med högkvarter i Kobe, Japan, bildad 2004 [16]

## Skandinavien
Sanshin-kan (糸東流三身館空手道) har, under åren med varierande bakgrundsstilar efter studier under Tani med flera andra namnkunniga sensei, utövats i Sverige sedan 1969 av Tamas Weber. Weber är numera med fransmannen Henry Plée (född 1923), den ene ev två icke-japanska med 10:e dangrad i karate. Initialt tränades i en Shūkōkai dōjō på Högbergsgatan 49 i Stockholm med besök av Tani med följe i början på 1970-talet. Dōjōn flyttades strax därefter till Webers nya lokal på Sveavägen, där även andra skolor fick plats. Webers vision är dock numera att som president och chefsinstruktör vidareutveckla, vad han kallar ”Motobu-ha Shitō Ryū Sanshin Kan International”.
Kimura Shūkōkai, Shigeru Kimuras skola har blivit en gren som håller hanshi Tanis fana högt i Norden och omfattar några klubbar i södra Stockholm, som är utlöpare av Kimura Shūkōkai International. Chefsinstruktör är Mikael Lundström 6:e dan, som regelbundet tränade under sōke Kimura under åren 1983-1995. Shitoryu Kihakai i Bromma är två klubbar som också håller stilen.
I Finland finns Suomen Shukokai Karateliitto, där Ekenäs Shukokai Karate  är en av flera som också följer Kimuras skola.
Sankūkai finns bland annat i Stockholm som Tatsu karate dōjō.
Kofukan är representerad i Sverige genom Svenska Shitōryū Kofukan med Dick Schörling 7:e dan, som ordförande i styrelse och teknisk kommitté och cirka 400 aktiva utövare i Västerås, Huddinge, Värmdö och Norrköping.